# Centropus toulou

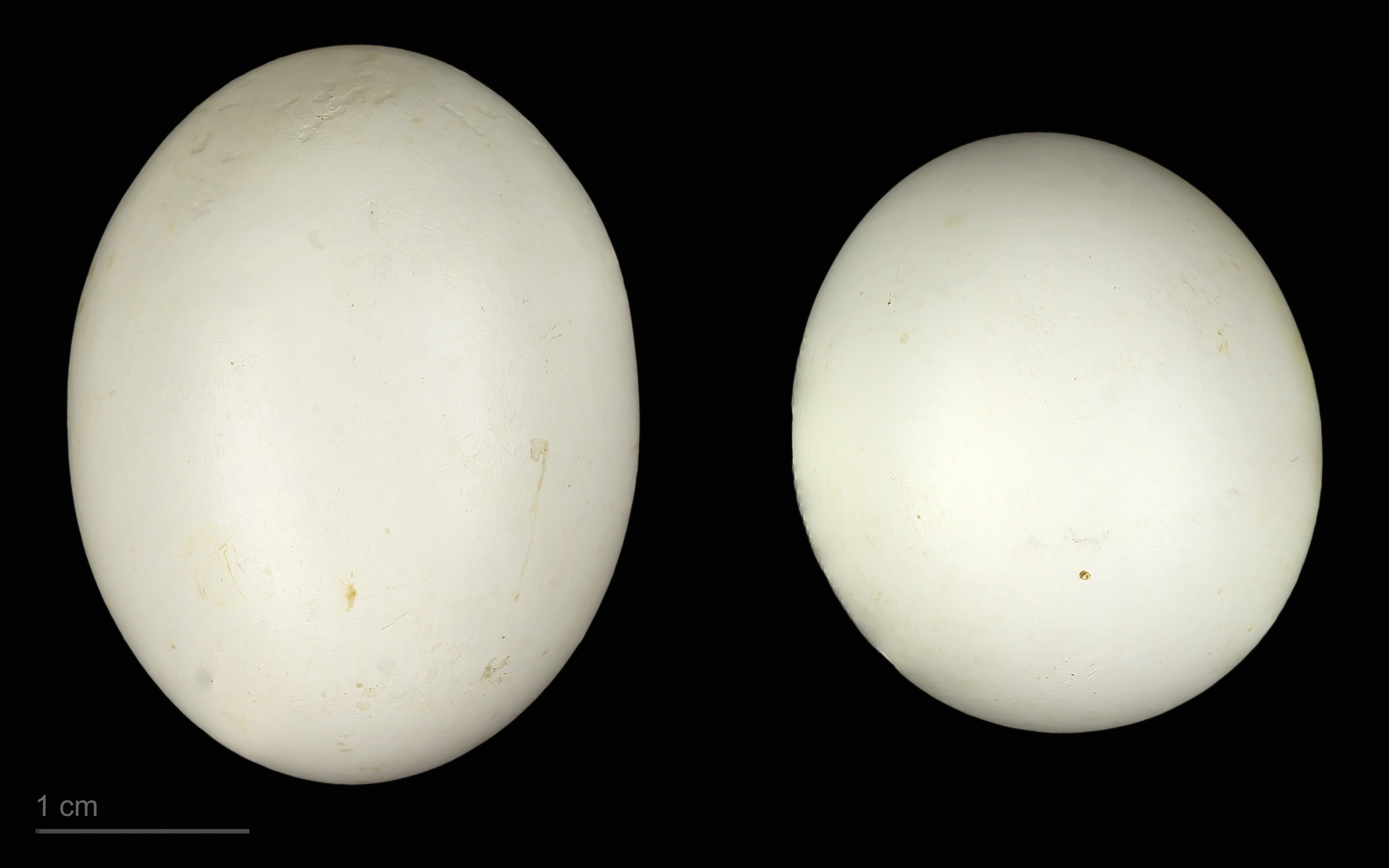
Centropus toulou

Centropus toulou là một loài chim trong họ Cuculidae.